# NGC 2988
NGC 2988 је спирална галаксија у сазвежђу Лав која се налази на NGC листи објеката дубоког неба.
Деклинација објекта је + 22° 0' 44" а ректасцензија 9h 46m 47,8s. Привидна величина (магнитуда) објекта NGC 2988 износи 15,0 а фотографска магнитуда 15,8. NGC 2988 је још познат и под ознакама CGCG 122-78, KCPG 214A, PGC 28078.